# Flottans civilmilitära personal 1940
Den civilmilitära personalens tjänsteställning i den svenska flottan 1940.
| Tjänsteklass             | Mariningenjörkåren                                                                                              | Marinläkarkåren                                                   | Poliskåren          |
| ------------------------ | --- | ----------------------------------------------------------------- | ------------------- |
| Konteramiral             | Marinöverdirektör                                                                                               | -                                                                 | -                   |
| Kommendör                | Marinöverdirektör                                                                                               | Marinöverläkare                                                   | -                   |
| Kommendörkapten av 1. gr | Marindirektör av 1. gr                                                                                          | Förste marinläkare vid marinläkarkåren                            | -                   |
| Kommendörkapten av 2. gr | Marindirektör av 2. gr Specialingenjör av 1. gr                                                                 | Förste marinläkare i marinläkarkåren Förste marinläkare i marinen | -                   |
| Kapten                   | Förste mariningenjör Mariningenjör av 1. gr Specialingenjör av 2. gr                                            | Marinläkare av 1. gr Ögonläkare vid marinläkarkåren               | -                   |
| Löjtnant                 | Mariningenjör av 2. gr Extra mariningenjör Specialingenjör av 3. gr Mariningenjörsstipendiat Marinunderingenjör | Marinläkare av 2. gr Marinläkarstipendiat på stat                 | -                   |
| Fänrik                   | - | Marinläkarstipendiat över stat                                    | -                   |
| Förrådsförvaltare        | - | -                                                                 | Poliskommissarie    |
| Flaggunderofficer        | - | -                                                                 | Polisöverkonstapel  |
| Underofficer av 2. gr    | - | -                                                                 | Poliskonstapel      |
| Flaggkorpral             | - | -                                                                 | E.o. poliskonstapel |